# غزال (ألبوم)
غزال هو البوم للفنان العراقي كاظم الساهر، تم إصداره عام 1989 من إنتاج شركة النظائر.

## قائمة الأغاني
- إن شاء الله  - 4:53-من كلمات عزيز الرسام-الحان-كاظم الساهر
- اش جابرك على المر - 8:31-من كلمات عزيز الرسام-الحان-كاظم الساهر
- بعد بأحلى العمر - 5:36-من كلمات عزيز الرسام-الحان-كاظم الساهر
- شخص ثاني  - 7:17-من كلمات داوود الغنام-الحان-كاظم الساهر
- تريد أسامح  - 6:44-من كلمات عزيز الرسام-الحان-كاظم الساهر
- عبرت الشط  - 9:28-من كلمات عزيز الرسام-الحان-كاظم الساهر
- غزال  - 6:20-من كلمات عزيز الرسام-الحان-كاظم الساهر
- لدغة الحية  - 6:45-من كلمات عزيز الرسام-الحان كاظم الساهر
- لو كان - 4:56-من كلمات اسعد الغريري-الحان كاظم الساهر